# FranciscoI. Madero, Hidalgo
FranciscoI. Madero là một đô thị thuộc bang Hidalgo, México. Năm 2005, dân số của đô thị này là 29466 người.